# Maudy Ayunda
Maudy Ayunda (ur. 19 grudnia 1994 w Bogorze) – indonezyjska piosenkarka i aktorka.
Jako aktorka debiutowała w filmie Untuk Rena z 2005 r. Swój debiutancki album pt. Panggil Aku... wydała w 2011 roku.
Została wybrana przez Walt Disney Pictures do zaśpiewania indonezyjskiej wersji piosenki „How Far I’ll Go” („Seberapa Jauh Ku Melangkah”) do filmu Vaiana: Skarb oceanu (2016).

## Dyskografia

### Albumy studyjne
| Tytuł          | Dane albumu                                                                                             | Sprzedaż  | Certyfikaty             |
| -------------- | --- | --------- | ----------------------- |
| Panggil Aku... | - Data wydania: 11 sierpnia 2011 - Wytwórnia: Trinity Optima Production - Formaty: CD, digital download | –         | –                       |
| Moments        | - Data wydania: 1 kwietnia 2015 - Wytwórnia: Trinity Optima Production - Formaty: CD, digital download  | +200 tys. | - ASIRI: Multi Platinum |
| Oxygen         | - Data wydania: 15 lutego 2018 - Wytwórnia: Trinity Optima Production - Formats: CD, digital download   | –         | –                       |

## Filmografia

### Film
| Rok  | Tytuł                      | Rola           | Reżyserzy                       | Uwagi             |
| ---- | -------------------------- | -------------- | ------------------------------- | ----------------- |
| 2005 | Untuk Rena                 | Rena           | Riri Riza                       | Rola główna       |
| 2009 | Sang Pemimpi               | Zakiah Nurmala | Riri Riza                       | Rola drugoplanowa |
| 2011 | Rumah Tanpa Jendela        | Andini         | Aditya Gumay                    | Rola drugoplanowa |
| 2011 | Tendangan dari Langit      | Indah          | Hanung Bramantyo                | Rola drugoplanowa |
| 2012 | Malaikat Tanpa Sayap       | Mura           | Rako Prijanto                   | Rola główna       |
| 2012 | Perahu Kertas              | Kugy           | Hanung Bramantyo                | Rola główna       |
| 2012 | Perahu Kertas 2            | Kugy           | Hanung Bramantyo                | Rola główna       |
| 2013 | Refrain                    | Niki           | Fajar Nugros                    | Rola główna       |
| 2015 | 2014                       | Laras          | Rahabi Mandra, Hanung Bramantyo | Rola drugoplanowa |
| 2015 | Battle of Surabaya         | Yumna          | Aryanto Yuniawan                | Voice-over        |
| 2016 | Rudy Habibie               | –              | Hanung Bramantyo                |                   |
| 2017 | Trinity The Nekad Traveler | Trinity        | Rizal Mantovani                 | Rola główna       |
| 2019 | Trinity Traveler           | Trinity        | Rizal Mantovani                 | Rola główna       |
| 2019 | Habibie & Ainun 3          | Ainun          | Hanung Bramantyo                | Rola główna       |